# Aegopinella nitidula
Espèce
Synonymes
Retinella nitidula
Aegopinella nitidula (anciennement connu sous le nom Retinella nitidula), la Grande luisantine, est une espèce de petit escargot terrestre d'Europe appartenant à la famille des Gastrodontidae (en), les escargots de verre.
Forsyth et al. (2001) ont revu son identification et son écologie.

## Description
Pour les termes utilisés, voir coquille de gastéropode.

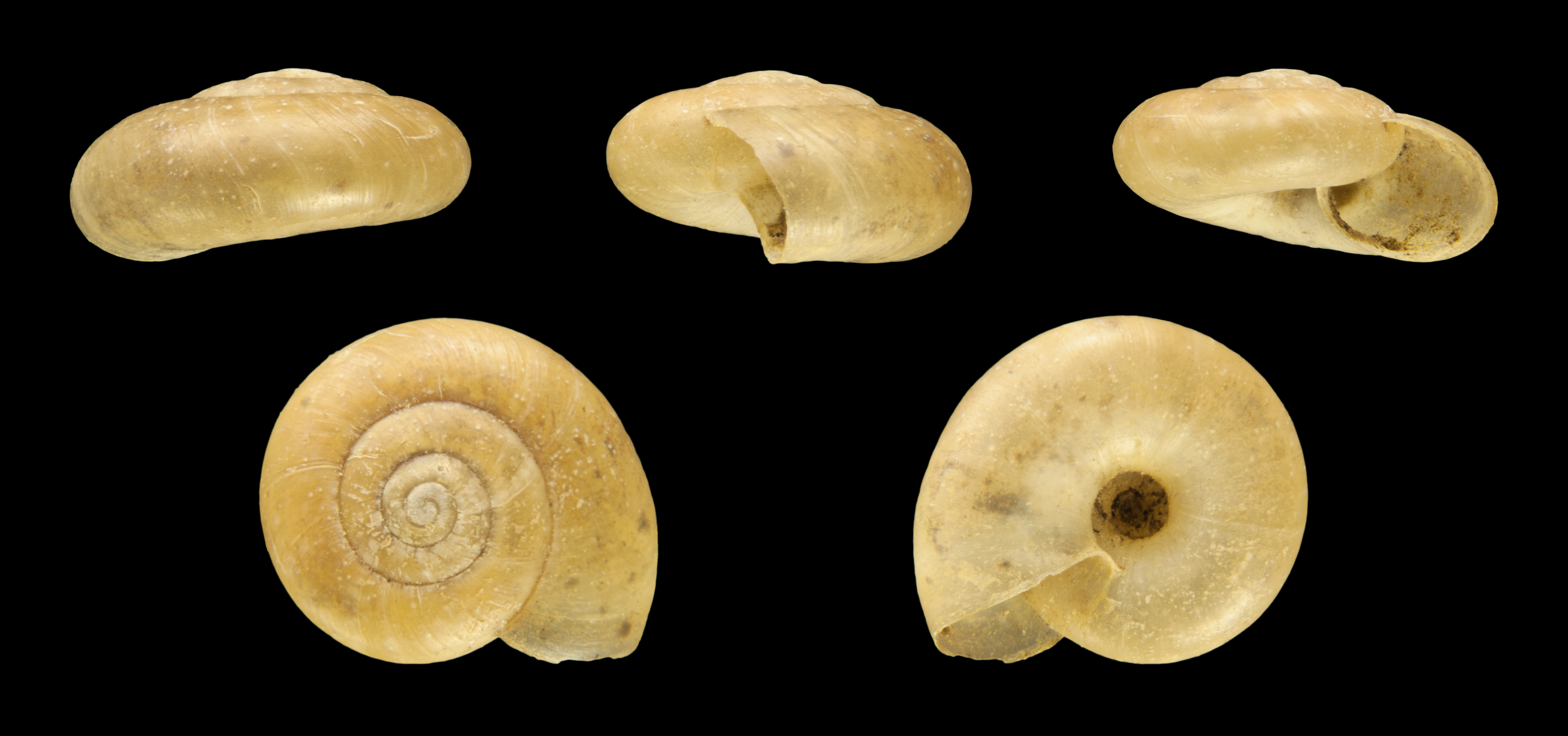
Coquille.

La coquille fait habituellement moins d'un centimètre. Elle est de couleur ambrée rougeâtre, rarement blanchâtre, et blanc laiteux près de l'ombilic. Elle est striée de lignes en spirale formant un fin motif réticulé (moins proéminent que chez Aegopinella pura (en)). L'apex est fortement convexe avec 3,5 à 4,5 spires convexes et augmentant régulièrement. Le dernier verticille n'est pas gonflé près de l'ouverture et ne descend pas. L'ouverture est légèrement oblique et l'ombilic est large. L'animal est gris bleuâtre avec un pied plus clair et des tentacules supérieurs noir bleuâtre.

## Distribution
Cette espèce est notamment présente dans les pays suivants :
- Tchéquie
- Ukraine[3]
- Grande-Bretagne
- Irlande
- Canada (Vancouver ; introduit)[1]

## Habitat
Aegiponella nitidula préfère les sites forestiers modérément humides à humides, mais elle peut être présente dans un large éventail d'habitats, par exemple les haies, les rochers et l'abord des sources.